# 切り干し大根

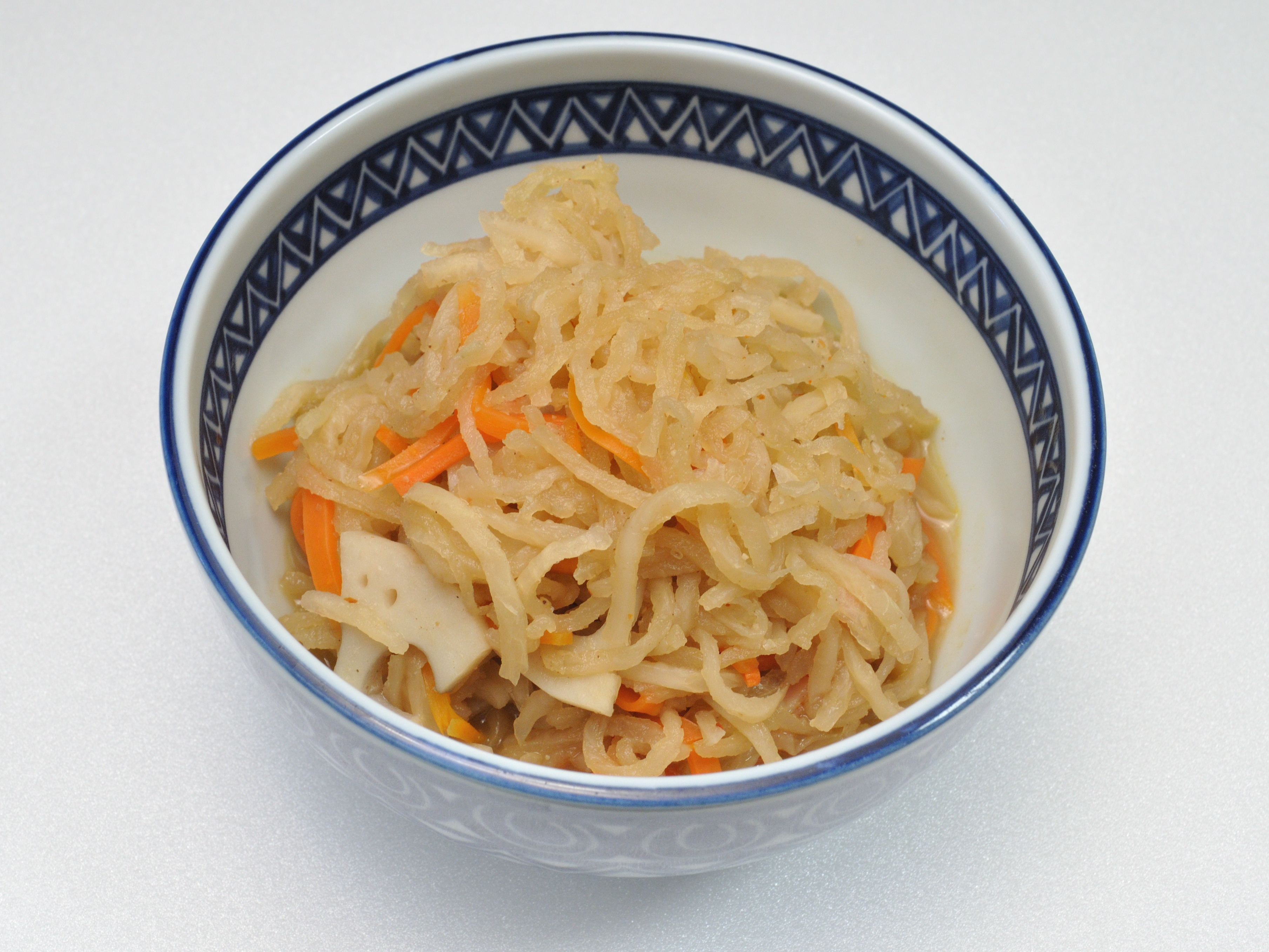
切り干し大根の煮物

切り干し大根（きりぼしだいこん、単に切り干しとも）は、ダイコンを細長く薄く切って乾燥させた乾物。特に京都では軒しのぶ（のきしのぶ）とも呼ばれる。

## 概要
秋の終わりから冬にかけて収穫したダイコンを細切りにし、広げて天日干しする。寒さが厳しいほど良質な製品になる。戻す時間が短く灰汁が少ないため、扱いやすい。戻すと、重量は約4倍に増加する。
切る太さや脱水の方法などにより、いくつかの種類に分かれる。縦四つ割にしたものは割り干し大根（わりぼしだいこん）と呼ばれる。また、長崎県では大根を茹でてから同様の加工を施したゆで干し大根（ゆでぼしだいこん）、寒風と氷点下になる気候を活かした凍み大根（しみだいこん）や寒干し大根（かんぼしだいこん）などがある。いずれも乾物なので常温保存が可能だが、夏季には茶色く変色してしまうため、春を過ぎたら冷蔵庫での保存が望ましい。
軽く洗ってから水に漬けて戻し、醤油や酢をかけてそのまま食べるほか、煮物などの料理に用いる。
名古屋を中心とする尾張地方では、花切大根（はなきりだいこん）と呼ばれる。これは、縦割りにして乾燥させた大根を薄く切った形状が、桜の花びらに似ていることにちなむ。
実際に含まれる栄養価は、生育土壌、栽培条件、品種、加工方法によって異なるが、良質の食物繊維やカルシウムが多く含まれており、健康食品としても有用とされる。

## 主な生産地
- 宮崎県宮崎市郊外、国富町など - 全国シェアの9割を生産する[10]。
- 愛知県刈谷市北部

## 漬物

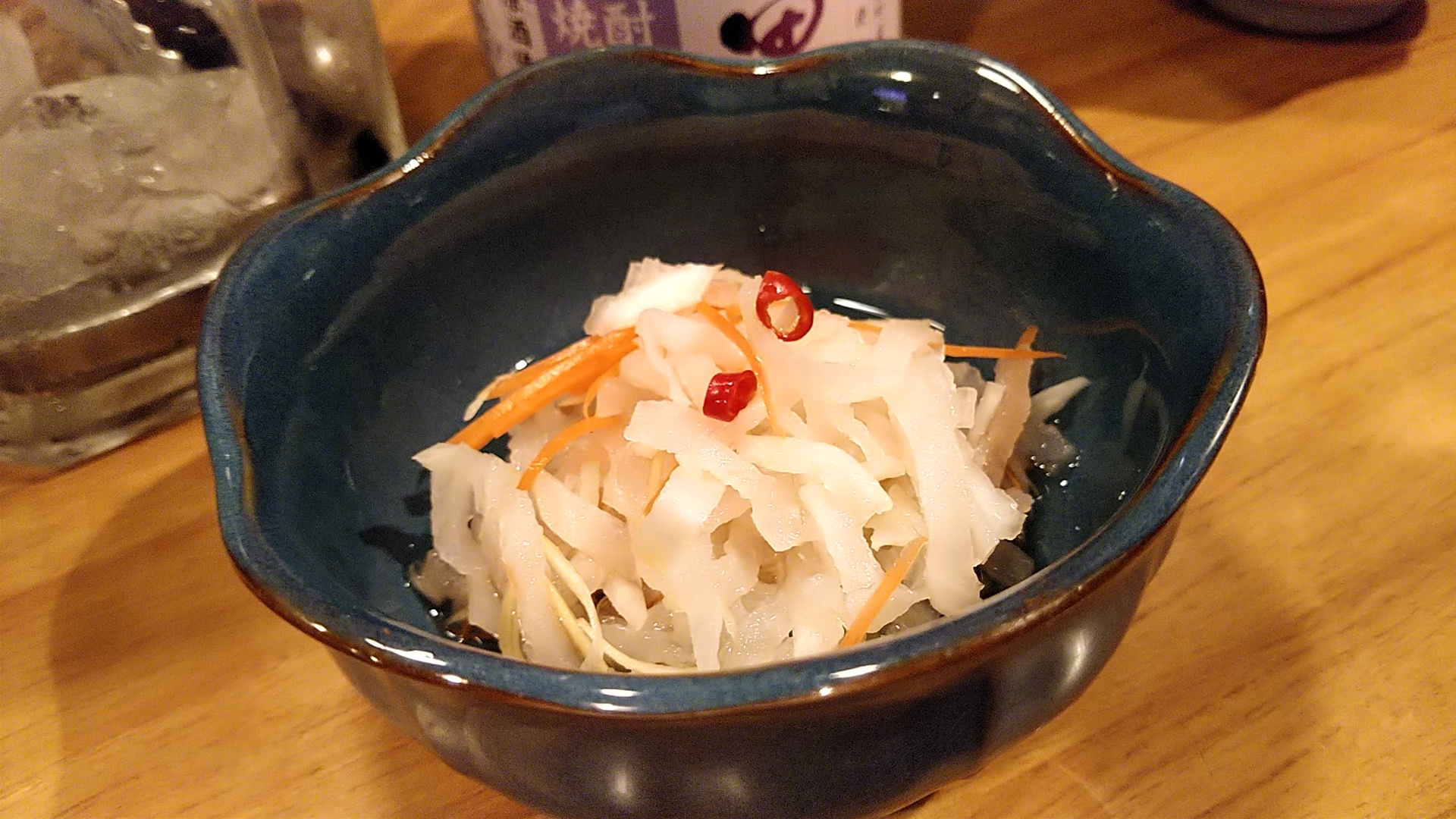
切り干し大根のハリハリ漬け

割り干し大根（または切り干し大根）を、昆布、生姜、唐辛子、白胡麻などとともに甘酢液で漬けたものはハリハリ漬（はりはり漬）という。しかし、ハリハリ漬（はりはり漬）は沢庵漬けから製造される壺漬けに押されて販路が縮小している。
また、天保年間に初版が刊行された『漬物塩嘉言』では、干し大根を昆布、生姜、みょうが、塩漬茄子などとともに、酒、醤油、酢または梅酢で漬けたものを「阿茶蘭漬」として紹介している。

## ギャラリー

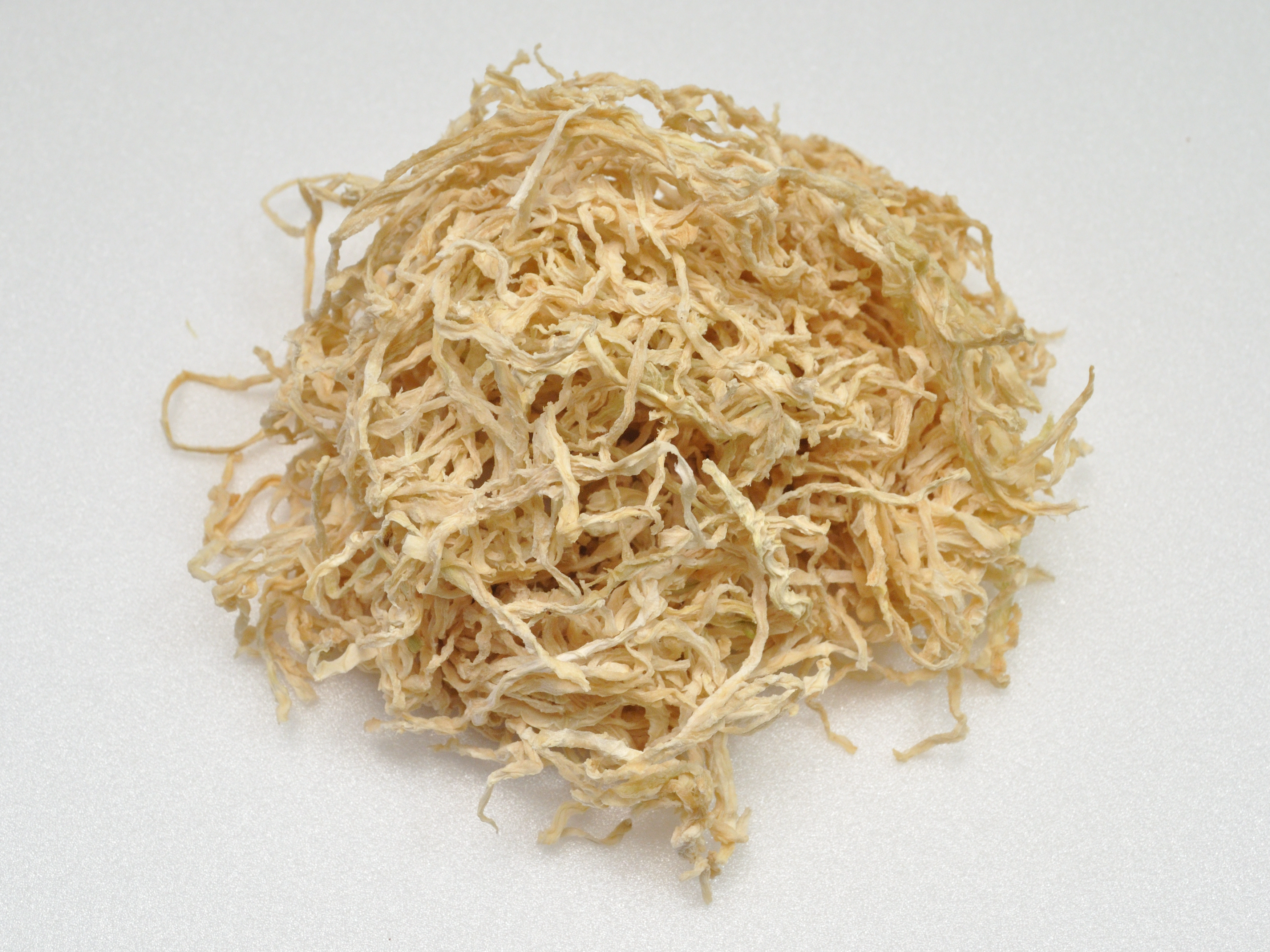
水戻し前の切干大根
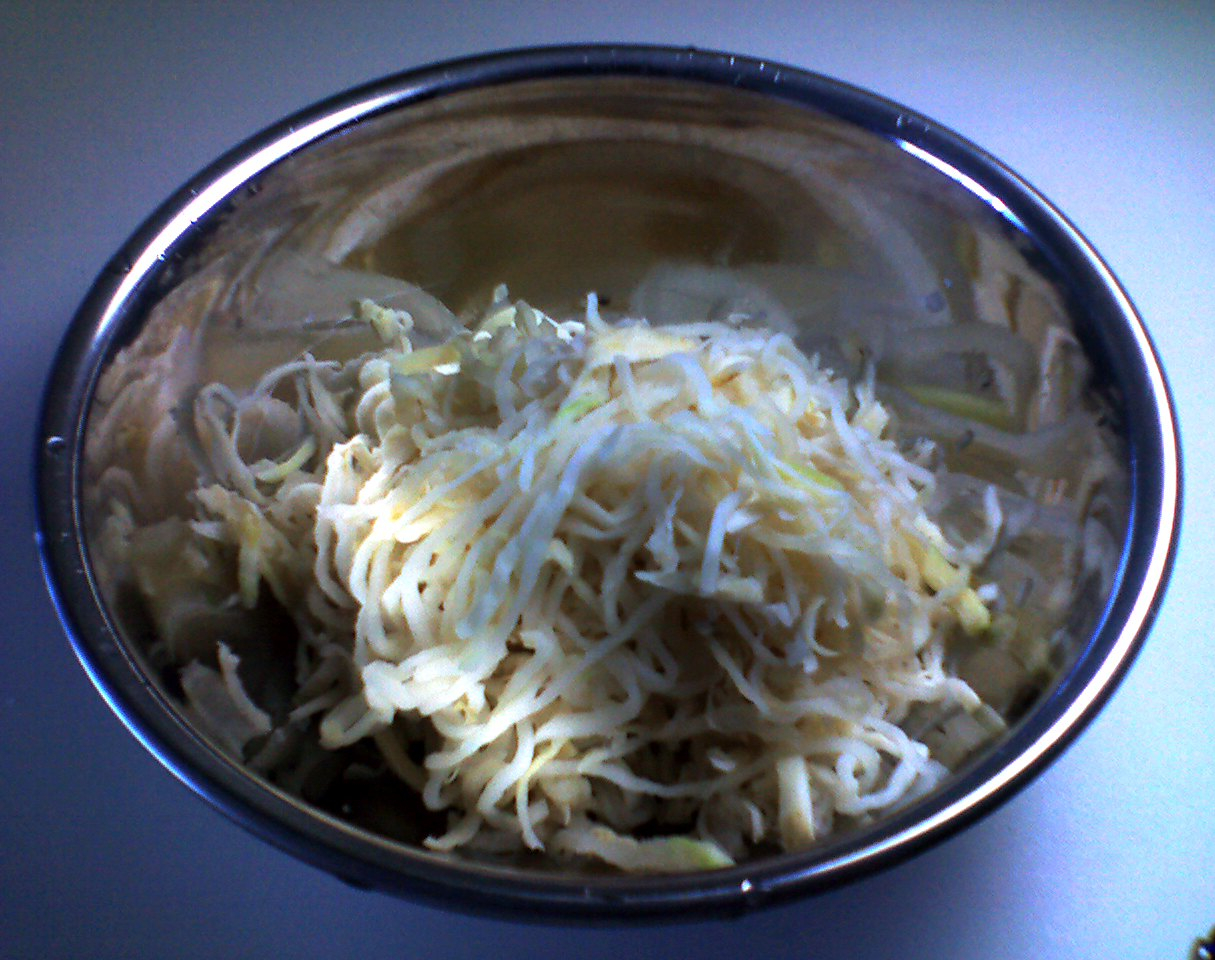
水戻し後の切干大根
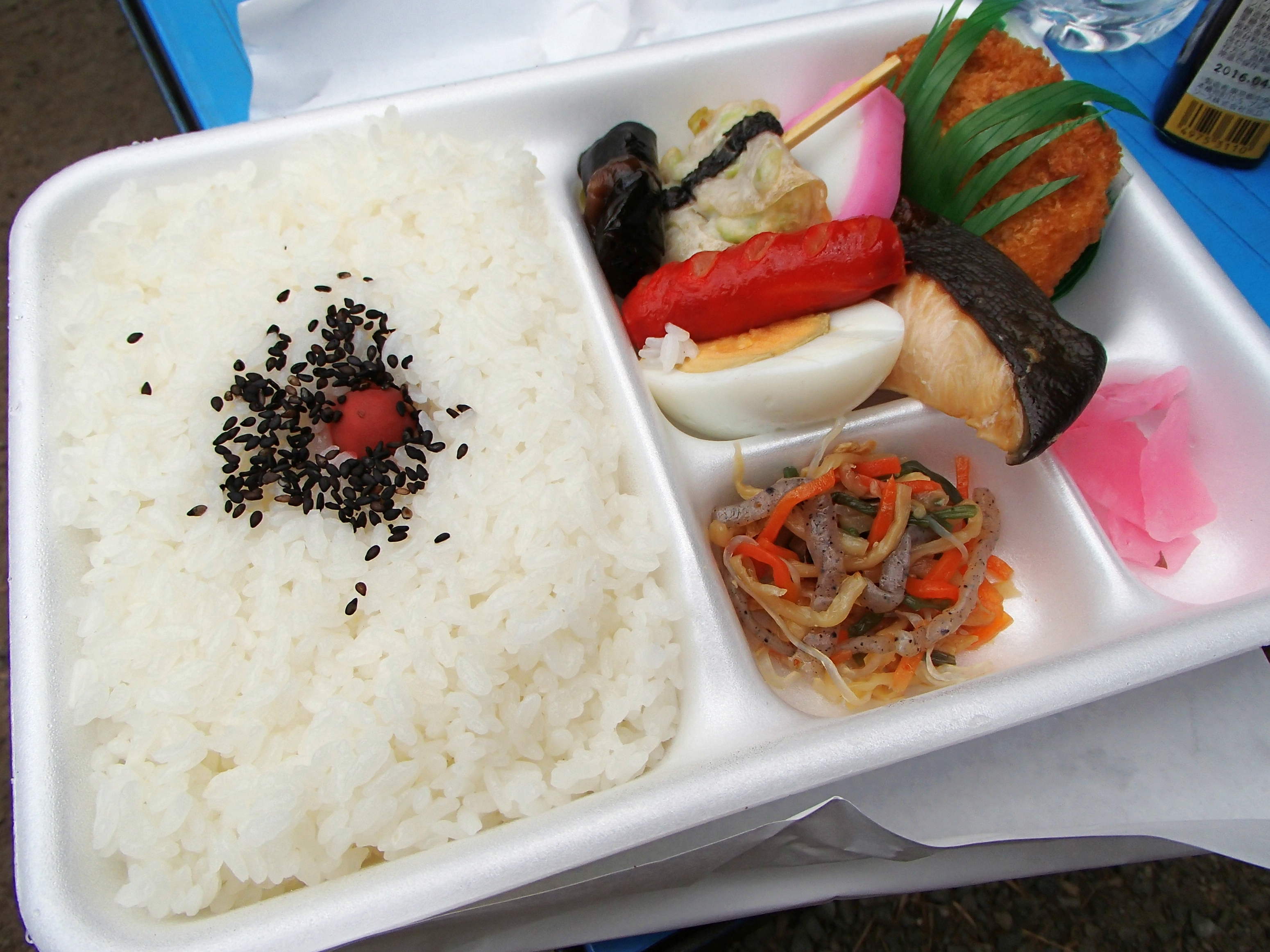
切り干し大根の煮物（弁当のおかず）
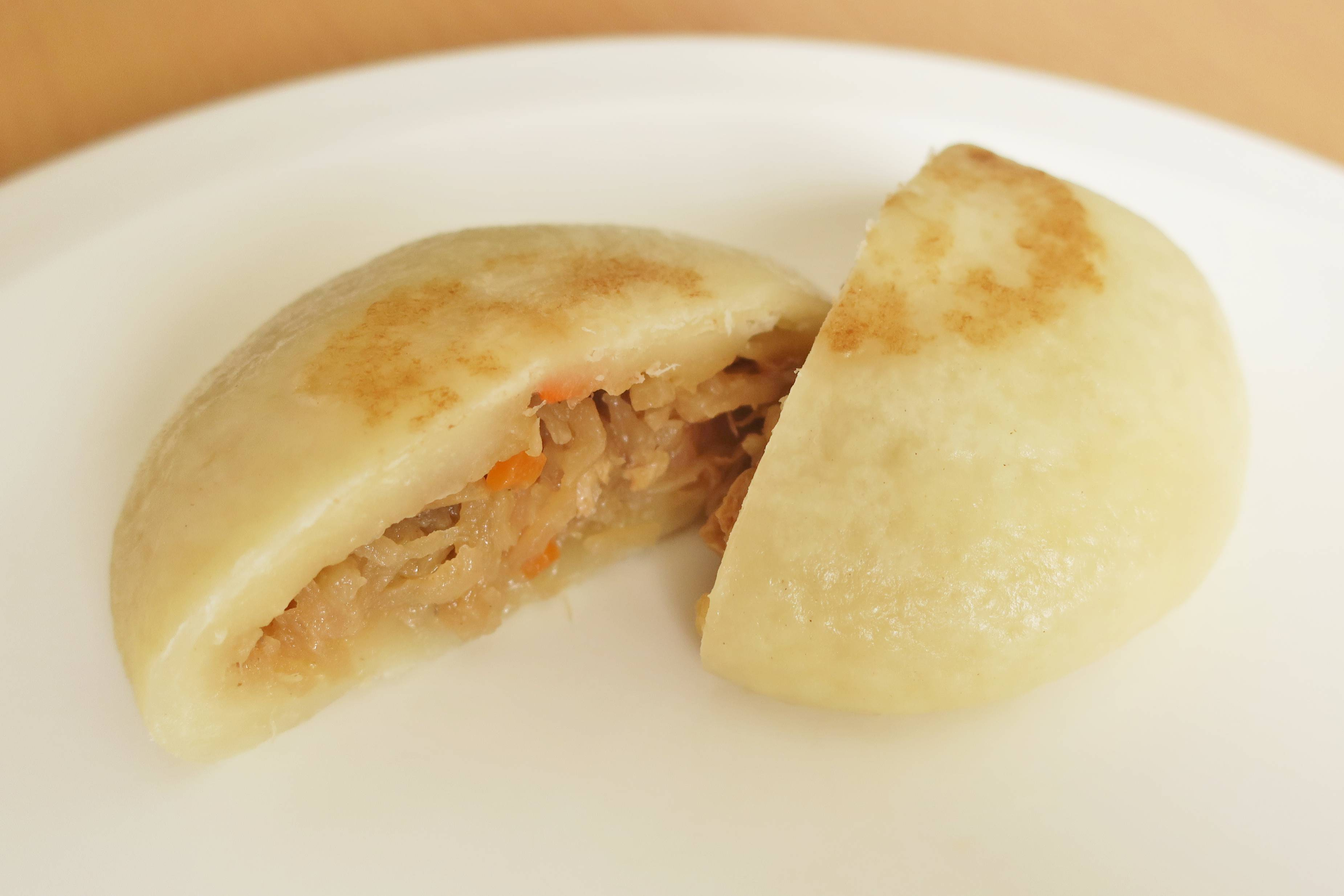
切り干し大根の煮物（信州おやきの具）